# Бодров, Денис Вячеславович
Дени́с Вячесла́вович Бодро́в (род. 4 февраля 1979, Калинин) — российский журналист, телеведущий, создатель (автор и ведущий) нескольких программ.

## Биография
Окончил филологический факультет Тверского государственного университета по специальности «Русский язык. Литература» (дипломная работа на тему «Арготизмы русского языка в информационных материалах Интернет-сайтов») (2002); а также курс «Тележурналист» в Российском Центре подготовки работников региональных телекомпаний «ПРАКТИКА» в Нижнем Новгороде (2001).
С 1998 г. — внештатный корреспондент тверской молодёжной газеты «Смена+».
С 1999 — ведущий новостей и специальный корреспондент телеканала «Тверской проспект», в 2005 году стал главным редактором информационной редакции (ИР) «Служба новостей», с февраля 2009 по ноябрь 2010 — Главный редактор телеканала. Автор и ведущий еженедельной авторской программы «Большой репортаж» (2006—2008) и собственного проекта «Специалисты» (с 2009).
С марта по июль 2008 г. — начальник информационного подразделения (редактор службы новостей) МУП «ТВ ПОИСК» (г. Клин), ведущий информационных программ; с августа по октябрь 2008 г. — комментатор программы «Cnews: технологии будущего» канала РБК.
С 2007 г. — автор и ведущий музыкально-аналитической программы «Теория музыки» на радио «Эхо Москвы» в Твери.
С 2012 г. работает на канале РЖД ТВ.

## Призы и награды
- Диплом «Ведущий информационных программ» Третьего Всероссийского конкурса информационных программ региональных телекомпаний «Новости — Время местное — 2001», 12 июля 2001 г., Санкт-Петербург;
- Специальный диплом за активное участие в региональном этапе Всероссийского литературно-публицистического конкурса «Спасибо тебе, солдат!» от Законодательного собрания Тверской области от 06.03.2007 г.;
- Диплом «Прорыв года» областного конкурса «Хрустальное перо» Комитета по туризму, курортам и международным связям Тверской области, 18.12.2007 г за краеведческий телецикл «Большая экскурсия»;
- Почётная грамота Главы города Твери за значительный вклад в развитие тверского и регионального телевидения, Постановление № 69 от 16.10.2009 г.;
- Специальная премия Губернатора Тверской области «Лучший журналист месяца» по итогам марта 2010 года, Постановление о премии Администрации Тверской области от 01.10.2009 № 421-па, Распоряжении о присуждении премии от 01.06.2010 № 500-ра. Вручена за цикл программ «Специалисты» (на конкурс выдвигалась серия «Швейники»);
- Конкурс "Премия имени Андрея Карасёва «Гражданская позиция» — март-июнь 2010 г. — Лауреат 2-й премии (за цикл программ «Специалисты»);
- Региональная общественная награда, вручаемая Тверским отделением Союза журналистов России, — «Золотое перо Верхневолжья» — с формулировкой «за яркий талант и гражданскую позицию».
- Диплом "Победитель Всероссийского конкурса СМИ «PRO-Образование-2010» в номинации «Год учителя в Российской федерации» (телепрограмма) — «Специалисты. УчителЯ».